# 路易斯·曼迪勒
艾利亞斯·西奧多索普洛斯（英語：Elias Theodosopoulos，1966年9月13日—）或稱藝名路易斯·曼迪勒（英語：Louis Mandylor），澳大利亞男演員。知名作品如電影《我的大嚿婚禮》（2002年）及其後的兩部續集。兄長考斯特·曼德勒也是演員，曾在電影《罪惡無間》（2012年）等作品中合作過。

## 早年
路易斯·曼迪勒生於維多利亞州墨尔本，是希臘移民之子。他是考斯特的弟弟，和兄長皆採用了母親姓氏的較短版本。

## 外部連結
- 路易斯·曼迪勒在互联网电影资料库（IMDb）上的資料（英文）